# Поліція Фінляндії
Поліція Фінляндії (фін. Poliisi, швед. Polis) — загальнодержавний орган публічної влади, відповідальний за загальні питання правопорядку і правоохоронної діяльності у Фінляндській Республіці. Підпорядковується Міністерству внутрішніх справ. Складається з Управління національної поліції (фін. Poliisihallitus, швед. Polisstyrelsen), двох підрозділів національної поліції та 11 місцевих відділів поліції.
1 жовтня 2003 року набрав чинності Закон про громадський порядок, який стандартизував державні постанови по всій країні.

## Оснащення

### Звичайне спорядження
- Поліцейський кийок
- Газовий балончик
- TETRA
- Наручники
- Легкі й важкі бронежилети

### Озброєння
| Модель              | Походження | Тип                   | Використання                | Посилання |
| ------------------- | ---------- | --------------------- | --------------------------- | --------- |
| Taser X26           | США        | Малолетальна          |                             |           |
| FN 303              | Бельгія    | Малолетальна          |                             |           |
| Glock 17            | Австрія    | Самозарядний пістолет | Замінюється на Walter P99Q  |           |
| Walter P99Q         | Німеччина  | Самозарядний пістолет | Стандартний випуск          |           |
| Heckler & Koch VP9  | Німеччина  | Самозарядний пістолет | Використовується            | [ 2 ]     |
| Glock 19            | Австрія    | Самозарядний пістолет | Використовується            | [ 3 ]     |
| Glock 26            | Австрія    | Самозарядний пістолет | Використовується            | [ 3 ]     |
| Heckler & Koch MP5  | Німеччина  | Пістолет-кулемет      | Заміна на CZ Scorpion Evo 3 | [ 4 ]     |
| CZ Scorpion Evo 3   | Чехія      | Пістолет-кулемет      | Стандартний випуск          | [ 5 ]     |
| Heckler & Koch G36C | Німеччина  | Штурмова гвинтівка    |                             | [ 6 ]     |
| Remington 870       | США        | Рушниця               |                             | [ 7 ]     |